# Coelophysis
Coelophysis (/ˌsɛl[invalid input: 'ɵ']ˈfaɪs[invalid input: 'ɨ']s/ hay /ˌsiːl[invalid input: 'ɵ']ˈfaɪs[invalid input: 'ɨ']s/;pron.:SEAL-oh-FY-sis), là một chi khủng long chân thú họ Coelophysidae nguyên thủy sống vào kỷ Trias (khoảng 216 đến 203 triệu năm trước) tại nơi ngày nay là Tây Nam Hoa Kỳ. Coelophysis có tầm vóc nhỏ, mảnh khảnh, là động vật ăn thịt hai chân cỡ nhỏ ở mặt đất, có thể phát triển đến chiều dài 3 m (9,8 ft). Nó là một trong những chi khủng long được biết đến sớm nhất.

## Các loài
- †Coelophysis bauri (Cope, 1887), nguyên được đặt tên khoa học là Coelurus bauri.
- †Coelophysis rhodesiensis (Raath, 1969), nguyên được đặt tên khoa học là Syntarsus rhodesiensis.
- †Coelophysis kayentakatae (Rowe, 1989), nguyên được đặt tên khoa học là Syntarsus kayentakatae[8].
- †Coelophysis holyokensis? (Talbot, 1911), nguyên được đặt tên khoa học là Podokesaurus holyokensis[4].